# Ophiorrhiza caespitulosa
Ophiorrhiza caespitulosa är en måreväxtart som beskrevs av Adolph Daniel Edward Elmer. Ophiorrhiza caespitulosa ingår i släktet Ophiorrhiza och familjen måreväxter.
Artens utbredningsområde är Filippinerna. Inga underarter finns listade i Catalogue of Life.